# 프린스 압둘라 빈 잘라위 스타디움
프린스 압둘라 빈 잘라위 스타디움(아랍어: ملعب الأمير عبد الله بن جلوي, 영어: Prince Abdullah bin Jalawi Stadium)는 사우디아라비아 알하사에 위치한 다목적 경기장이다. 현재 주로 축구 경기장으로 이용되며, 2023년까지 알파테의 홈구장으로 사용되었다. 수용 인원은 19,550명이다.